# Bruno Pivetti
Bruno Marques Fernandes Pivetti (Campinas, 19 de fevereiro de 1984) é um treinador de futebol brasileiro. Atualmente, comanda a equipe Sub-20 do Flamengo.

## Carreira
Nascido em Campinas, São Paulo, Pivetti começou a trabalhar como assistente técnico e fisiologista da equipe sub-15 do Audax em 2008. Mais tarde, ele se transferiu para a equipe sub-20 e foi promovido à equipe principal sob a mesma função.
Em 13 de fevereiro de 2015, Pivetti se transferiu para o Atlético Paranaense, inicialmente sendo nomeado treinador da equipe sub-19. Em 8 de janeiro de 2016, ele foi nomeado assistente técnico da equipe principal, e também foi treinador interino em março, após a demissão de Cristóvão Borges. Ele foi responsável por dois jogos, um empate e uma derrota.
Em agosto de 2017, Pivetti foi anunciado como novo assistente do Ferroviária. No mês seguinte, após a demissão de PC de Oliveira, ele foi nomeado treinador interino, mas optou por deixar o clube pouco depois, ao aceitar uma proposta do PFC Ludogorets Razgrad na Bulgária, para trabalhar como assistente de Paulo Autuori. Ele permaneceu no clube mesmo após a saída de Autuori.
Em 6 de agosto de 2019, Pivetti foi apresentado como assistente de Carlos Amadeu no Vitória. Em 19 de junho de 2020, foi nomeado técnico da equipe principal após a demissão de Geninho.
Pivetti foi demitido do Vitória em 7 de outubro de 2020, e foi nomeado técnico do Tombense no dia 7 de janeiro seguinte. Em 26 de abril de 2021, ele deixou o clube para assinar com o CSA na Série B.
Em 4 de julho de 2021, Pivetti deixou o CSA por acordo mútuo. Em 1º de dezembro, foi anunciado como novo técnico do Villa Nova, mas deixou o clube no dia 20 de fevereiro seguinte, após aceitar uma proposta de um clube da Série A.
Em 24 de fevereiro de 2022, o Goiás anunciou a contratação de Autuori como coordenador, com Pivetti sendo nomeado técnico. Exatamente um mês depois, após a saída de Autuori, ele foi demitido.
Em 13 de maio de 2022, Pivetti retornou ao Tombense, no lugar de Hemerson Maria. Em 9 de novembro, foi nomeado técnico da Chapecoense, mas foi demitido no dia 18 de março seguinte.
Em 27 de março de 2023, Pivetti foi nomeado técnico do Guarani, mas foi demitido em 8 de junho. Em 14 de agosto, ele substituiu Fernando Marchiori no comando do Náutico.
Pivetti deixou o Timbu em 28 de agosto de 2023, após apenas dois jogos, e assumiu o Água Santa em 12 de outubro. Demitido pelo último em 9 de junho de 2024, ele retornou ao seu clube anterior dois dias depois.
Em 6 de setembro de 2024, Pivetti assumiu o CRB na segunda divisão, mas foi demitido 14 dias depois após três partidas sem vitória. Em 25 de novembro, ele substituiu Rafael Guanaes no comando do Operário Ferroviário.
No dia 15 de junho de 2025, Bruno Pivetti foi desligado do cargo de treinador do Operário Ferroviário. Pouco tempo depois, em 9 de julho de 2025, foi anunciado como novo treinador da equipe sub-20 do Clube de Regatas do Flamengo, assumindo o comando técnico da categoria de base rubro-negra.

## Títulos

### Como treinador
Operário Ferroviário
- Campeonato Paranaense: 2025

CSA
- Campeonato Alagoano: 2021

## Links externos
- «Perfil de Bruno Pivetti». em Soccerway